# Татарське (Нижньогородська область)
Татарське (рос. Татарское) — село в Дальнеконстантиновському районі Нижньогородської області Російської Федерації.
Населення становить 583 особи. Входить до складу муніципального утворення Сарлейська сільрада.

## Історія
Від 2009 року входить до складу муніципального утворення Сарлейська сільрада.

## Населення
| 2002 | 2010 |
| ---- | ---- |
| 632  | ↘583 |